# Simon du Fleuve
Simon du Fleuve est une série de bande dessinée de science-fiction franco-belge terminée, créée par Claude Auclair en tant que scénariste, dessinateur et coloriste et publiée de 1973 à 1989. Les six premiers épisodes sont d’abord publiés dans Tintin entre 1973 et 1978 alors que les épisodes 7 à 10 sont directement publiés en album par les Éditions du Lombard. À partir du septième épisode, publié en 1988, Alain Riondet remplace Claude Auclair en tant que scénariste.
La série s’inscrit dans le genre de la science-fiction post-apocalyptique. Après un conflit mondial, il ne reste que quelques ruines du monde d’avant. Les survivants, regroupés en tribus, sont retournés à un mode de vie paysan ou nomade, en contact avec la nature. Simon du fleuve parcourt ce monde en essayant de rétablir un équilibre entre les hommes. Les quatre derniers tomes, publiés entre 1988 et 1989, se distinguent des précédents par un ton plus mystique et philosophique marqué par des références à la culture celtique et à la psychanalyse.

## Synopsis
Dans un futur proche, la Terre a été détruite par des conflits militaires généralisés, et une grande partie des avancées scientifiques ont été perdues. Pendant que la majorité des survivants tentaient de réapprendre à vivre au contact de la nature, au rythme du temps et des saisons, un gouvernement mondial a tenté de se remettre en place dans les grandes villes, baptisées "Cités", identifiées par un numéro, dans lesquelles se réorganisaient des structures politiques, mais aussi scientifiques. Les plus grands chercheurs ont été invités à rejoindre ces Cités, pour retrouver les technologies perdues et en développer de nouvelles. Mais certains groupes et chefs militaires ont fait sécession dans les Cités, utilisant les scientifiques pour développer de nouveaux armements, avec l'objectif de reprendre possession des territoires qui s'étendent autour des Cités. Ces militaires n'hésitent pas à piller les fermes alentour ou à kidnapper les populations locales pour servir d'esclaves dans leurs usines. Simon, fils d'un scientifique, s'est enfui d'une Cité avec la dernière invention de son père : un laser mortel et destructeur réduit dans un pistolet. Nomade, il aide les groupes d'agriculteurs ou d'éleveurs qu'il croise, cherchant un moyen de détruire l'arme dont il a hérité.

## Personnages

### Simon du Fleuve
Le personnage principal de la série tire son nom de son lieu de vie auprès d’un fleuve. Il est né avant le conflit mondial dévastateur mais n’a pas beaucoup de souvenirs du monde d’avant car il était encore très jeune quand la guerre a commencé. Son père, qui est mort assassiné, était un scientifique et un ami de Charles, le père d’Estelle. La mère de Simon est décédée en donnant naissance à son frère Caïn qui ne survit pas à la naissance. Après la catastrophe, Simon survit grâce à la pêche qu’il pratique au bord d’un fleuve. Au cours des épisodes, il parcourt le pays, et vit de nombreuses aventures. Sa première compagne, Estelle, est assassinée par les “maîtres des cités”. Il tombe ensuite amoureux de Maïlis, qui meurt elle aussi. Finalement, Simon rencontre Émeline et ils ont deux filles ensemble, Naïg et Lio. Simon est un pacifiste convaincu qui recherche toujours la justice et essaye de réconcilier les différents groupes de survivants entre eux. Mais cela ne lui réussit pas toujours.

### Igaal
Chef de tribu nomade, arrogant et bagarreur, qui apparait dans Le Clan des Centaures). Il fait partie de la jeune génération qui n’a connu ni le mode de vie sédentaire ni les pillages des mercenaires de la « Cité N. W. no 3 ». Amoureux d’Estelle, il s’oppose à Simon et provoque son bannissement après l’avoir vaincu en combat singulier. Dans l’album Les Esclaves il est prisonnier dans un camp de travail forcé où il se montre en leader beaucoup plus ouvert et tolérant vis-à-vis de ses semblables.

### Maïlis
Elle apparait dans Maïlis. Elle vient des « Terres Fermes », et fait la rencontre d’un pêcheur habitant un village lacustre dans le marais. Ce dernier quitte sa communauté villageoise pour construire avec Maïlis une maison dans le marais. Puis un jour le compagnon de Maïlis découvre les hommes irradiés qui vivent dans une ancienne centrale nucléaire et il meurt des suites d’une irradiation. C’est après sa mort que Maïlis donne naissance à leur fille, Illyane. Elle mène une vie simple avec sa fille dans leur maison dans le marais. Quand Simon croise sa route dans le marais, elle souhaite d’abord qu’il tombe amoureux d’Illyane et qu’il l’emmène avec lui vers une vie meilleure. Mais Maïlis se sent attirée elle-même par Simon, ce qui provoque la colère de sa fille Illyane. Maïlis meurt dans l’incendie de l’ancienne centrale nucléaire alors qu’elle tente de sauver Simon.

### Les capuchons
Les capuchons apparaissent dans Les Pèlerins et sont un groupe de charpentiers en pèlerinage vers Chartres. Ils portent des noms d’inspiration celtique, partagent des croyances celtiques et ils pratiquent des cérémonies autour de dolmens. À Chartres, ils veulent apprendre de nouvelles techniques de construction en étudiant la méthode de construction de la charpente de la cathédrale. Un des pèlerins, Gwenhaël, prend le rôle de guide du groupe. 

### Émeline
Émeline apparait dans Les Pèlerins. Elle passe sa jeunesse dans une communauté paysanne dans le pays carnute, la région de la Beauce actuelle. Elle vit en communauté avec les autres paysans dans une grande ferme en harmonie avec la nature. Elle y rencontre Simon lorsque celui-ci y passe le temps des moissons avec un groupe de pèlerins. Ils font connaissance pendant la moisson et s’aiment profondément. Émeline va par la suite accompagner Simon dans toutes ses aventures. Dans Cité N.W no 3, ses convictions féministes apparaissent quand elle reproche à Simon et Jason la responsabilité de hommes dans la situation déplorable de l’humanité pour avoir toujours tenu les femmes à l’écart. L’auteur, Claude Auclair, partage aussi cette opinion que “tout ce qu’il y a de négatif dans notre société est le fait des hommes”[réf. nécessaire]. À la fin de cet épisode Émeline annonce à Simon qu’elle est tombée enceinte et dans les épisodes suivants on retrouve leurs deux filles : Naïg et Lio.

### Jason tête félée
Ancien soldat ayant vécu les premières conséquences de la chute de la civilisation humaine, devenu un guerrier solitaire vivant à proximité de la Cité N.W no 3, Jason « tête fêlée » apparait dans Cité N.W n°3. Il déteste les gangs violents qui y prospèrent et font régner un climat de terreur. Même s’il condamne son caractère violent et meurtrier, Simon s'allie à Jason pour libérer Charles et provoquer la chute des maîtres de la cité. Jason, dans un geste héroïque rédempteur, se sacrifie pour permettre la destruction du pistolet laser de Simon, permettant à ce-dernier de prendre la fuite. Ce personnage est en réalité Jason Muller, le héros de la série d’Auclair précédant Simon du fleuve, et dont les scénarios refusés par les éditeurs du journal Pilote avaient fourni les bases des premiers récits de Simon[réf. nécessaire]. Ce personnage est ainsi réintroduit par Auclair comme un miroir tendu à ce-dernier, et peut représenter la part sombre de la figure héroïque classique.

### Ouest
Apparaissant dans L’Éveilleur, c’est un des huit sages et le seul à ne pas être en couple. Il représente le tonnerre et la pluie mais aussi le printemps. Il est constamment tiraillé entre une attitude pacifiste et une attitude vengeresse violente et il sait qu’il lui reste beaucoup à apprendre sur le fonctionnement de l’univers. Quand il trouve finalement sa compagne et s’enfuit avec elle, il comprend ce qui lui échappait auparavant et il sait enfin quel est son rôle dans l’univers.

## Résumés des albums de la série

### La Ballade de Cheveu Rouge
Vivant en solitaire sur les rives sauvages d’un fleuve, Simon est sollicité par “Vieux” pour l’aider à retrouver son fils “Cheveu rouge”, parti vendre du bois dans la ville des “seigneurs”. Il accepte de l’accompagner, armé de son désintégrateur. Après un arrêt chez “Vieux”, le duo explore les méandres du fleuve et se retrouve confronté aux hommes des “seigneurs”. Hostiles, ils attaquent durant la nuit mais ils sont repoussés. Simon et “Vieux” rejoignent ensuite une caravane de malades. Arrivés discrètement dans la ville, ils rencontrent le beau-frère de “Vieux”, surnommé “Guérisseur”. On découvre que ce dernier a recueilli “Cheveu rouge “ et sa compagne, Laïla, de la famille des Seigneurs, tous les deux menacés par un amour interdit. Mais “Cheveux rouges” rejette son père et s’enferme dans le mutisme. Plusieurs mois s’écoulent jusqu’à ce que le cousin des seigneurs blessé par “Cheveu rouge” meure. Les autres membres de la famille et leurs hommes de main décident alors de le venger. “Vieux” est alors victime d’un guet-apens et meurt. À la tête d’une troupe d’habitants excédés par la tyrannie des Seigneurs, “Cheveu rouge” et Simon assaillent leur manoir. Les insurgés sont vainqueurs, et Cheveux Rouge et Laïla décident de repartir vivre le long du fleuve, tandis que Simon part à pied de son côté.
L’ultime récitatif de l’album est une dédicace au roman Le Chant du monde, et à son auteur Jean Giono « qui a su parler des autres hommes en des mots simples et qui vont droit au cœur ».

### Le Clan des Centaures
Perdu dans une tempête de neige en plein cœur d’une chaîne de montagnes, Simon est capturé par les membres d’une tribu nomade. Ramené à leur campement, on lui confisque son pistolet, qu’une jeune femme, Estelle, récupère. Arrivés dans un village sédentaire, Simon est défendu par un vieil homme, Charles, qui exige sa libération. Accueilli dans sa maison, ce-dernier, qui n’est autre que le père d’Estelle, raconte avoir connu le père de Simon alors qu’ils travaillaient dans les laboratoires de la “Cité N.W. 3”. Il relate les circonstances qui ont conduit à la chute de la civilisation humaine. Simon lui révèle alors que son père a été assassiné pour ses recherches scientifiques, dont le pistolet laser est le résultat. Simon tente en réalité de rejoindre la cité pour détruire cette arme trop dangereuse. Plusieurs jours passent, et Simon et Estelle tombent éperdument amoureux. Jaloux, le chef de la horde nomade, Igaal, provoque un combat tribal contre Simon, alors que les “maîtres” des cités préparent un raid. Vaincu, Simon doit quitter le clan et retourne à sa vie sauvage et solitaire. Plusieurs jours plus tard, Estelle, ayant survécu de justesse au massacre perpétré par les mercenaires venus de la “Cité N.W. 3” rejoint Simon et elle meurt dans ses bras. Retourné sur les lieux du campement, Simon observe avec effroi les ruines encore fumantes et enterre les morts. Il se met alors en quête des survivants de l’attaque pour les libérer de leurs tortionnaires.

### Les Esclaves
Arrivé dans les ruines d’une gare, Simon rencontre des survivants de la horde qui ont réussi à échapper aux soldats de la “Cité N.W. no 3”. Ils racontent à Simon l'attaque qu’a subie la tribu. Ensemble, ils rejoignent le camp de travail forcé où ont été emmenés les autres prisonniers. Ils élaborent un plan d’attaque pour détruire les nombreuses défenses du camp et en libérer les travailleurs esclaves. Alors que ses compagnons doivent s'infiltrer dans le camp et rallier leurs camarades en s’y faisant passer pour de simples recrues, Simon reste à l’extérieur du camp, prêt à intervenir pour neutraliser les miradors qui entourent le camp. Une nuit, un signal est lancé et l’insurrection débute. Après de violents affrontements, les travailleurs libérés de leur chaînes, jettent les bases d’une société nouvelle plus harmonieuse, où chacun est libre de vivre comme il le souhaite. Simon, lui, part seul à la recherche de Charles, qui a été transféré à la "Cité N.W. no 3".

### Maïlis
Simon parcourt à cheval un marais sous une forte pluie et trouve abri chez Maïlis qui habite une petite maison au bord du marais ensemble avec sa fille, Illyane. Pendant les jours suivants, Maïlis commence à séduire Simon, provoquant la colère d’Illyane jalouse. Au cours d’une sortie de pêche en barque sur le marais, Simon découvre un village lacustre habité par des pêcheurs aux croyances étranges. Pour se débarrasser de Simon, Illyane le pousse à aller au nord de ce village avec sa barque. Simon entre alors dans une partie du marais boisée et peuplée par des animaux géants dangereux. Dans la brume il découvre une ancienne centrale nucléaire où habitent encore des humains irradiés et défigurés. Pendant ce temps, Maïlis part à la recherche de Simon et se fait capturer par ces habitants de la centrale. Finalement, Illyane arrive pour sauver sa mère mais elle échoue et provoque un incendie dans la centrale. Simon arrive à sortir de la centrale en flammes en entraînant avec lui Illyane. Cependant, Illyane refuse de quitter le marais. Elle assomme Simon puis elle l’attache à son cheval et chasse le cheval vers l’ouest. L’histoire se termine par l’explosion de la centrale nucléaire dévastant le marais.	

### Les Pèlerins
Des pèlerins retrouvent Simon évanoui à côté de son cheval et le soignent. Simon décide alors de suivre ces pèlerins aux croyances celtiques qui traversent la Beauce pour aller à Chartres. Ils rejoignent une ferme et aident la communauté de paysans avec les moissons. Simon y rencontre Émeline et ils tombent amoureux l’un de l’autre. Leur vie heureuse à la ferme est perturbée par l’attaque d’une bande de pillards qui détruisent la ferme, alors que les paysans réussissent à fuir. Après avoir participé à la reconstruction de la ferme, les pèlerins poursuivent leur marche vers Chartres, bientôt suivis par Simon et Émeline. À Chartres, un envoyé des « maîtres des cités » tente de manipuler les habitants de la ville et les pèlerins à l’aide de nouveaux outils technologiques. Aidé par ses amis pèlerins, Simon réussit à déjouer son plan, mais l’imposteur s’enfuit. À la fin, tous les pèlerins et habitants de la ville quittent Chartres pour échapper au danger d’un possible retour de « ceux des cités».

### Cité N.W.no3
Simon et Émeline retournent à la ferme où ils s’étaient rencontrés et ils y mènent une vie heureuse dans la communauté des paysans. Simon décide cependant de partir pour rejoindre la Cité Nord-Ouest no 3, l’ancien Paris, et Émeline l’accompagne. Simon y veut rencontrer des bandes de pillards pour leur proposer des ravitaillements réguliers à condition qu’ils arrêtent les pillages des fermes. Les chefs des bandes refusent cependant cette alliance et attaquent Simon. Ce n’est que l’intervention de Jason « Tête Fêlée » qui permet d’éviter le pire. Jason, un ancien militaire, emmène Simon et Émeline dans une maison en périphérie de la cité. Là, Simon explique à Jason qu’il veut entrer dans la cité pour retrouver le scientifique Charles (voir Le clan des Centaures) qui peut l’aider à détruire l’arme dangereuse dont il dispose. Jason aide Simon à pénétrer dans la cité et il réussit à retrouver Charles qui est enfermé avec d’autres scientifiques. Il donne son arme à Charles qui veut la détruire, mais des affrontements entre les bandes et « ceux des cités » provoqués par des manœuvres de Jason, mettent ce plan en danger. C’est finalement Jason qui détruit l’arme en y laissant sa vie. La destruction de l’arme provoque un incendie qui mène à l’effondrement de toute la cité. Les scientifiques réussissent à fuir et Simon retrouve Émeline qui lui annonce qu’elle est enceinte. L’histoire se termine avec le départ du couple vers un monde nouveau et meilleur.

### L’Éveilleur
Des sages qui portent les noms de Nord, Sud, Est et Ouest et symbolisent chacun un élément naturel se rassemblent sur un site mégalithique. Ils sont tous en couple, sauf Ouest qui est seul. Les hommes qui ont survécu à la catastrophe qui a frappé la terre, sont appelés « prédateurs ». Ils sont stériles et agressifs. Les sages veulent transformer le monde mais ils en sont  seulement capables par l’action concertée de tous les sages, ce qui signifie que Ouest doit trouver une compagne. Par la suite Ouest est capturé et enfermé par des « prédateurs », qui exigent qu’il fasse un enfant à une de leurs femmes pour ainsi assurer la survie de leur espèce. Ouest refuse et un oracle lui révèle qu’une femme noire, esclave des « prédateurs », est la femme qu’il recherche. Il réussit à s’enfuir avec elle et ils se rendent dans un marais. Là, Ouest sent sa force revenir et la femme remarque aussi des changements en elle et elle comprend qu’elle est la compagne de Ouest. Ils font l’amour ensemble. Pendant toute l’histoire, l’Éveilleur, un personnage symbolique apparaît régulièrement. À la fin de l’histoire, on retrouve Simon et Émeline avec leurs deux filles face à l’Éveilleur qui vient de leur raconter une aventure. La fille aînée de Simon, Naïg, sait déjà en partie ce que l’Éveilleur vient de leur raconter, laissant ses parents désemparés.

### Les Chemins de l’Ogam
Le voilier de Simon s’échoue sur un banc de sable, obligeant Simon et sa famille à descendre à terre. Naïg, initiée par l’Éveilleur, (voir « L’Éveilleur ») provoque chez Simon des vertiges, il s’endort et il fait un rêve. Dans ce rêve il rencontre à plusieurs reprises une belle femme qu’il aime mais qu’il ne reconnaît pas. Il rencontre aussi l’Éveilleur qui l’invite à découvrir son identité. En suivant un oiseau, appelé « Simorgh », Simon fait la rencontre d’un ancien soldat aux idées pacifistes et d’un alchimiste qui lui parle de l’importance de connaître son passé. Ensuite, il fait la connaissance de son frère nomade, Caïn, et de sa femme Temech. Quand son frère attaque Simon à la suite d'un malentendu, Simon le tue et poursuit sa route guidé par « Simorgh ». Il retrouve son père et apprend que la femme qui lui apparaît dans ses rêves est sa mère décédée en donnant naissance à son frère Caïn qui ne survit pas à la naissance. Enfin, Simon se réveille et retrouve sa famille.

### Naufrage, tome 1
Le récit prend place au sein d’une communauté de pêcheurs autosuffisante et repliée sur elle-même. Elle est dirigée par une femme, « Madame », et son fidèle lieutenant, Patrick, surnommé « le grand chien ». La nuit où débute l’album, le fils de « Madame », Pierre, passe la nuit sur le navire des « nouveaux », qu’on découvre plus tard n’être autres que Simon et Émeline. Surprotectrice, "Madame" refuse de voir Pierre s’émanciper et craint de le voir l’abandonner comme elle le fut par son mari. Pendant ce temps, le navire, le "Roi Lear " sur lequel travaille Simon tarde à rentrer, pris dans une tempête. Émeline, sur le quai, attend avec impatience le retour de son homme, alors que Pierre semble attiré par elle et lui manifeste beaucoup d’affection. Patrick, conscient de la jalousie de « Madame », tente de dissuader Pierre, en vain. Alors que la tempête fait rage, l’album se conclut sur une discussion apaisée entre Pierre et sa mère, nue dans son bain.

### Naufrage, tome 2
L’album s’ouvre sur le « Roi Lear » pris dans la tempête. En parallèle, Pierre tente de déshabiller sa mère sortie du bain. Un échange incertain et sensuel s’ensuit, interrompu par Patrick qui toque à la porte de la chambre pour annoncer le contact radio rétablit avec le « Roi Lear ». On découvre ensuite la famille Séfar, habitant à proximité des pêcheurs et qui les ravitaille en pièces pour les bateaux. Une tension ancienne ressurgit néanmoins entre cette famille et deux des employés de « Madame », venus armés d’un fusil. Peu de temps après, le « Roi Lear » rentre au port. Alors que les deux même marins chassent des phoques, la fille Séfar, Sarah, intervient pour les arrêter. Menacée par ces-derniers, elle est sauvée par Pierre, qui s’interpose et parvient, non sans mal, à les faire déguerpir. En discutant, Pierre comprend que son père est parti avec la tante de la jeune fille, Judith, évènement à l’origine de la haine entretenue entre les deux familles. Pierre retourne plusieurs fois voir Sarah, alors que Simon et Émeline apprennent des Séfar l’histoire des deux familles. « Madame », jalouse des échappées de son fils, décide de le punir en laissant ses hommes le rouer de coups. Simon intervient pour le sauver. Il s’oppose alors à « Madame » et lui intime de régler ses problèmes avec les Séfar. « Madame » débarque alors avec une troupe d’hommes armés chez les Séfar. Patrick réussit à arrêter sa maîtresse, hors d’elle. Cette-dernière finit par séquestrer son fils, que Simon réussit à libérer pour qu’il s’enfuie avec Sarah. Ils sont rattrapés par « Madame » est ses hommes sur la plage. Elle tire alors sur son fils avec son fusil, mais Patrick sauve le jeune homme en s’interposant. Après ce sacrifice meurt après lui avoir avoué son amour à "Madame". Figée, cette-dernière laisse alors partir Pierre et Sarah, tandis que Simon et Émeline reprennent la mer.

## Analyse

### Contexte d'élaboration de la série
Les années 1970 voient une floraison d’œuvres artistiques ou littéraires engagées appartenant de près ou de loin au genre post-apocalyptique. Dans la bande-dessinée, Rumeurs sur le Rouergue mais aussi la série Jérémiah participent de ce mouvement, accompagnant les revendications autour de la maturité du médium. De plus, Auclair fut un grand amateur de science-fiction dans sa jeunesse, notamment autour de la revue Fiction. Néanmoins, les développements de la science-fiction contemporains à Simon du Fleuve ne sont pas forcément pris en compte par Claude Auclair : "je trouve que la science-fiction s'est trop intellectualisée et je n'en lis plus du tout", déclare l'auteur en 1984 . Jack Vance est le seul auteur contemporain dont il dit s'être inspiré. 

### Évolution graphique et narrative
Le style graphique de Claude Auclair reste relativement homogène au fil de la série. En revanche, une confiance de plus en plus grande dans les qualités narratives de l’image seule semble se développer chez le dessinateur. Certaines séquences du deuxième cycle de Simon du fleuve voient ainsi  une disparition totale du texte. La séquence qui en est probablement la plus marquante est le début de l’album L'Éveilleur (séquence muette sur six pages et demie). De même, les visions du délire de Simon ou la dernière page du récit dans Les Chemins de l’Ogam mais aussi le motif récurrent d’une mouette en vol rythmant certains passages des deux albums Naufrage (surtout le premier) constituent autant de preuve d’une maturation du processus narratif propre à la bande-dessinée de la part d’Auclair, sans doute dans le sillage de sa collaboration avec Alain Riondet et de l’évolution thématique de la série. Cette évolution s’inscrit en continuité avec la représentation récurrente de paysages dans les aventures de Simon, en particulier au début de chaque album. Malgré tout, récitatifs et dialogues conservent une place déterminante dans la construction narrative des histoires de Simon, en particulier dans les deux derniers albums, focalisés sur les relations affectives difficiles entre les différents personnages.

### Orientation politique
Dans le premier cycle de la série, publié jusqu’en 1978 (tomes 1 à 6), Claude Auclair met en scène un environnement post-apocalyptique en incluant des références à l’écologie politique, au mouvement anti-nucléaire et au progrès technique sans limites. L’auteur montre le retour des hommes aux origines, vers l’époque où les hommes vivaient plus en contact avec la nature. Dans la série, après un conflit mondial, une grande partie des hommes choisit un mode de vie communautaire en tant que nomades, paysans ou pêcheurs. Ce ne sont que les “maîtres des cités” qui, dans les villes, mènent encore le mode de vie antérieur à la catastrophe. Pour Auclair, l’écologie ne signifie pas nécessairement un “retour aux champs”, mais il faut selon lui vivre “avec en soi la conscience de la terre, sa sagesse, mais aussi sa brutalité”. Pour Auclair, la priorité doit être portée au respect envers la nature, car un non-respect de la nature revient à ne pas respecter les hommes.
Ce premier cycle contient aussi une réflexion sur le progrès technique sans limites. Dans l’album Maïlis, l’énergie nucléaire est mise en question par des scènes d’hommes irradiés et l’explosion d’une centrale nucléaire. Les hommes sont montrés capables de détruire leur propre espace de vie. Dans cette perspective, Claude Auclair met aussi en cause les progrès dans les techniques d’armement et il montre les risques des armes modernes quand elles tombent dans les mains de personnes mal-intentionnées. Après le conflit mondial, les “maîtres des cités” sont les seuls à posséder des armes modernes et ils les utilisent contre les paysans et les nomades paisibles. Simon possède l’arme la plus dévastatrice, le désintégrateur, mais il est conscient de la dangerosité de cette arme et il cherche à la détruire.
Claude Auclair revendique une véritable “conscience de classe” et se dit “persuadé que la vie de l’individu est déterminé par son milieu social et culturel”. La série véhicule des idéologies plutôt de la gauche politique. Dans la plupart des albums, Auclair met ainsi en scène des individus abusés et exploités par des dominants, caste guerrière ayant confisqué les restes de la technologie antérieure à la catastrophe (fusils d’assauts, avions, etc.) et retranchées dans les villes. Trois albums différents, La Ballade de Cheveu Rouge, Les Esclaves et Cité N.W n°3 se concluent par une insurrection populaire générale, à laquelle Simon prend une part active. Il aide à renverser les membres de cette élite dominatrice, en laissant augurer une société meilleure. Cette recette narrative proche du “Grand Soir” est donc plusieurs fois utilisée par Auclair. Pour autant, le rapport à la politique d’Auclair est plus complexe que ces commentaires le laisseraient penser. Ainsi, il affirme en 1984 : “Tout en restant profondément de gauche, je ne peux pas accepter certains fonctionnements de la gauche traditionnelle. Je suis plutôt à la recherche d’une “troisième voie”, qui ne m’apparaît pas encore clairement, mais dont je sais qu’elle passe d’abord par un travail sur soi-même”. Témoin des grandes grèves de 1956 à Nantes, Auclair se tient à l’écart des événements de Mai 68, et de toute affiliation idéologique trop marquée. Claude Auclair prépose sa propre vision de "l'utopie post-atomique"  en mettant en valeur le retour à la nature et à un primitivisme plus sain. Cette idée s'incarne par le mode de vie tribal du Clan des Centaures ou à la vie communautaire des Pélerins. Les planches 6 à 9 de cet album illustrant la fenaison, teintées de lyrisme, ont ainsi pu être reliées au "documentarisme triomphant du cinéma soviétique des années 30 (ou cubain des années 60!)"  De manière générale, Claude Auclair ne livre jamais clé en mains les recettes idéologiques d'un monde meilleur, mais se concentre sur l'évolution de ses personnages face à la violence d'un monde en reconstruction : "Tuer... tuer... toujours..." se lamente Simon face à un soldat mort dans Les Esclaves.

## Reprise de la série
Après la publication de Cité N.W. no 3, Auclair n’est pas certain s’il va continuer la série. Il estime que le contexte post-atomique est trop marqué par l’époque des années 1970 et qu’il avait tout dit sur ce sujet. La reprise de la série en 1988, scénarisée par Riondet (tomes 7 à 11) voit un éloignement du “genre post-atomique” vers des références autobiographiques, psychanalytiques et celtiques, ces dernières pouvant être mises en perspective avec d’autres œuvres d’Auclair, en particulier Bran Ruz. Ce deuxième cycle rompt avec l’atmosphère sombre du premier cycle pour montrer une vision du monde plus positive.
En août 2022 le dessinateur Clarke réalise un récit complet de six pages dans lequel il présente son point de vue sur l'issue finale de la série, vraisemblablement influencé par l'actualité géopolitique de l'époque.